# Distretto di Chita
Il distretto di Chita (知多郡?, Chita-gun) è uno dei distretti della prefettura di Aichi, in Giappone.
Attualmente fanno parte del distretto i comuni di Agui, Higashiura, Mihama, Minamichita e Taketoyo.